# Паново (Владимирська область)
Паново (рос. Паново) — присілок у Мелєнковському районі Владимирської області Російської Федерації.
Входить до складу муніципального утворення Ляховське сільське поселення. Населення становить 481 особу (2010).

## Історія
Присілок розташований на землях фіно-угорського народу мещери.
Від 10 квітня 1929 року належить до Мелєнковського району, утвореного спочатку у складі Івановської промислової області, а відтак від 14 серпня 1944 року у складі новоутвореної Владимирської області.
Згідно із законом від 11 травня 2005 року входить до складу муніципального утворення Ляховське сільське поселення.

## Населення
| 1859 | 1897 | 1905  | 1926 | 2002 | 2010 |
| ---- | ---- | ----- | ---- | ---- | ---- |
| 486  | ↗730 | ↗1009 | ↘981 | ↘482 | ↘481 |